# Armin Forstner

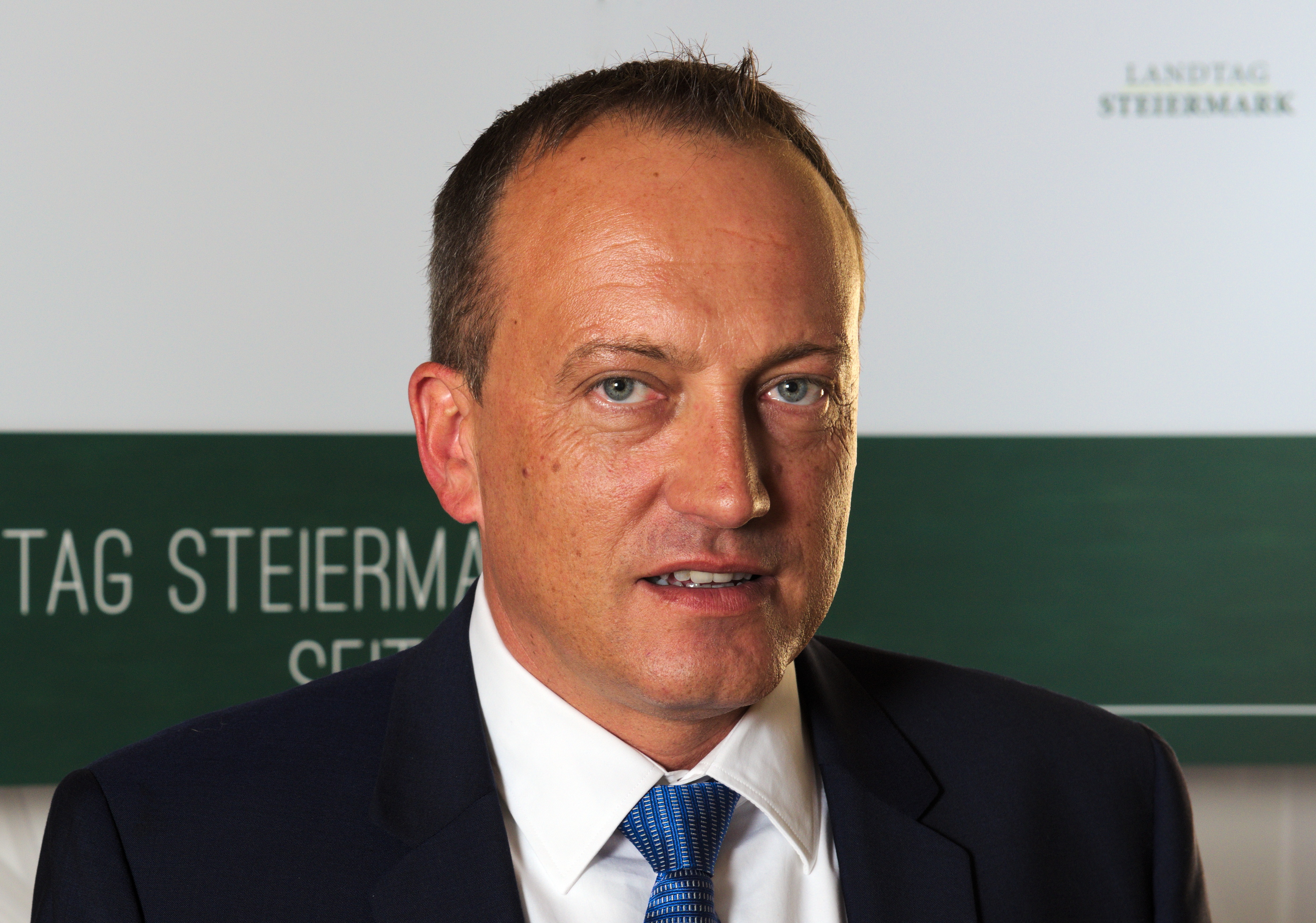
Armin Forstner (2016)

Armin Forstner (* 27. Februar 1971 in Rottenmann) ist ein österreichischer Politiker (ÖVP) und Polizeibeamter. Forstner war von 2015 bis Jänner 2019 Mitglied des österreichischen Bundesrats, seit Jänner 2019 ist er Abgeordneter zum Landtag Steiermark.

## Ausbildung und Beruf
Armin Forstner wurde am 27. Februar 1971 in der Stadt Rottenmann in der Obersteiermark geboren. Er besuchte die Volks- und Hauptschule in Weißenbach an der Enns sowie die Berufsschule in Mureck, wobei er den Lehrberuf des Schlossers erlernte. Außerdem besuchte er die Fachschule für Maschinenbau in Waidhofen an der Ybbs und legte schließlich die Berufsreifeprüfung am BFI Liezen und der HTL Zeltweg ab. Forstner trat in den Polizeidienst ein und absolvierte an der Universität Graz von 2013 bis 2015 den Universitätslehrgang für Parlamentarismus und Landespolitik mit dem akademischen Titel MPA. Derzeit ist er als Bundesbeamter im Dienst des Bundesministeriums für Inneres karenziert.

## Politischer Werdegang
Forstner wurde im Jahr 2005 zum Gemeindeobmann des ÖAAB in seiner Heimatgemeinde Sankt Gallen gewählt. 2006 wurde er Gemeindeparteiobmann der ÖVP Sankt Gallen, 2008 Mitglied des Bezirksparteivorstands der ÖVP im Bezirk Liezen. Seit der Gemeinderatswahl 2010 ist Armin Forstner Bürgermeister der Marktgemeinde Sankt Gallen.
Im Anschluss an die Landtagswahl in der Steiermark 2015 wurde Armin Forstner mit 16. Juni 2015 vom neu gewählten Steirischen Landtag als Vertreter der Steiermark in den österreichischen Bundesrat entsandt und ist als Vizepräsident im Steirischen Zivilschutzverband tätig. 2025 folgte ihm Marco Triller als Präsident des Steirischen Zivilschutzverbandes nach.
Am 15. Jänner 2019 wechselte er für Karl Lackner als Abgeordneter in den Landtag Steiermark, sein Bundesratsmandat übernahm Ernest Schwindsackl. Im November 2021 wurde er am ÖAAB-Bezirkstag als Bezirksobmann im Bezirk Liezen bestätigt und im Mai 2022 als ÖVP-Bezirksparteiobmann.